# Saint-Antoine-de-Ficalba
Saint-Antoine-de-Ficalba is een gemeente in het Franse departement Lot-et-Garonne (regio Nouvelle-Aquitaine) en telt 614 inwoners (2005). De plaats maakt deel uit van het arrondissement Villeneuve-sur-Lot.

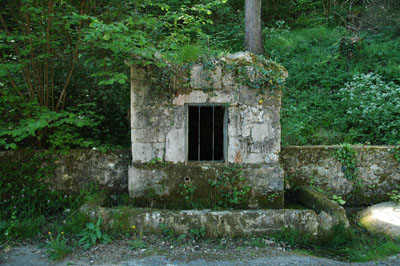
Fontaine du lac
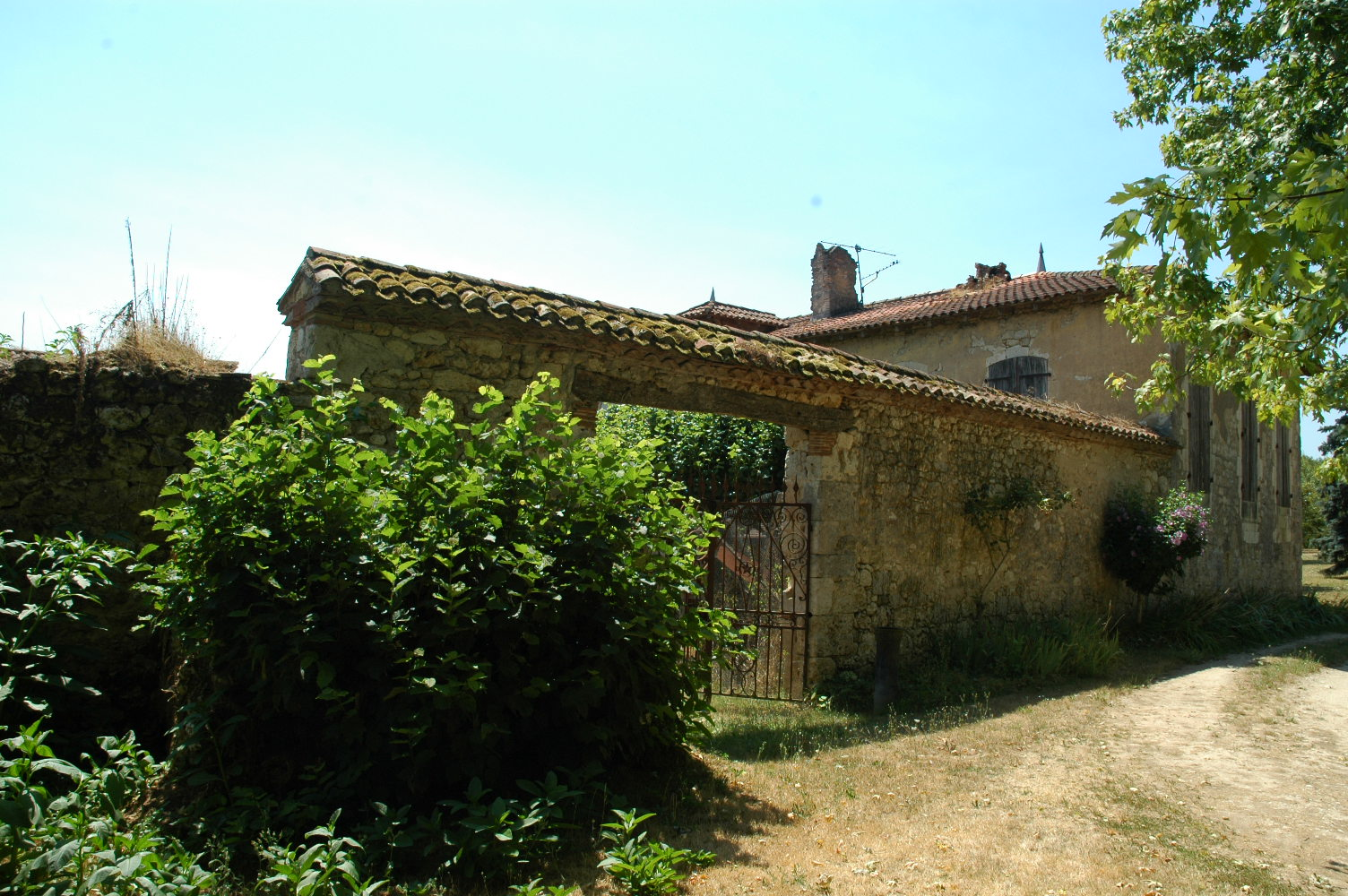
Pechlambert
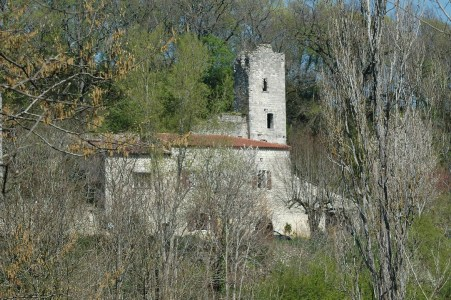
Tourpechon
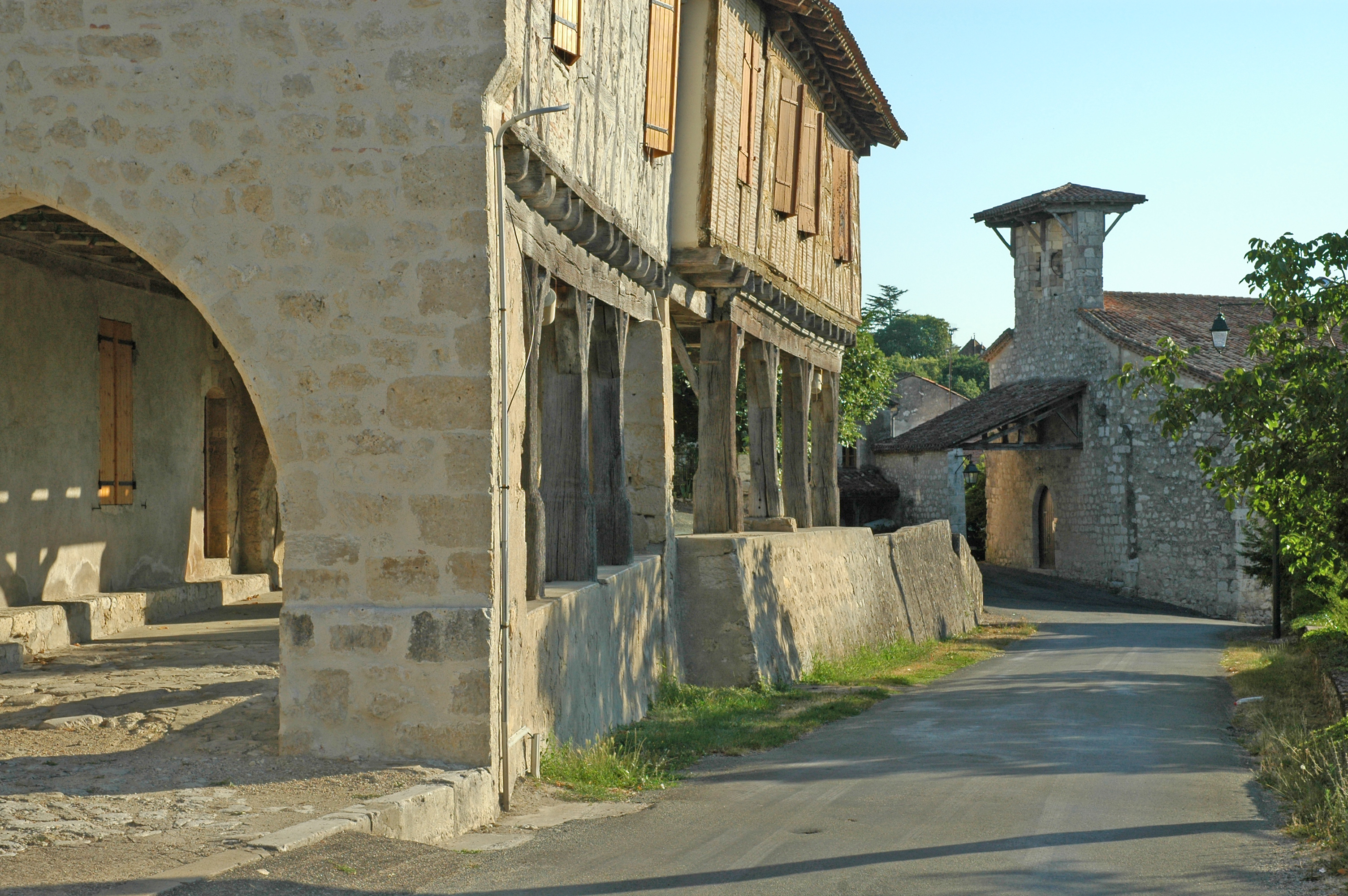
Saint Antoine de Ficalba

## Geografie
De oppervlakte van Saint-Antoine-de-Ficalba bedraagt 10,9 km², de bevolkingsdichtheid is 56,3 inwoners per km².
De onderstaande kaart toont de ligging van Saint-Antoine-de-Ficalba met de belangrijkste infrastructuur en aangrenzende gemeenten.

## Demografie
Onderstaande figuur toont het verloop van het inwonertal (bron: INSEE-tellingen).